# Las monarquías de Dios
Las monarquías de Dios (título original en inglés Monarchies of God) es una serie de fantasía épica o de espada y brujería, escrita por el autor irlandés Paul Kearney y publicada en cinco volúmenes entre 1995 y 2002 (en España se publicaron los años 2010 y 2011 por la Editorial Alamut). La serie destaca por la dureza de sus personajes principales, la abundancia de batallas épicas y el uso de pólvora y cañones como armamento habitual. Kearney utiliza su amplio conocimiento de las artes de navegación marítima para la descripción de los viajes y batallas navales. Steven Erikson, autor de Malaz: El Libro de los Caídos, se cuenta entre los fans de esta pentalogía, como dejó constancia de ello en una entrevista con Neil Wash en abril del 2010. Se ha señalado también, sobre este ciclo, su característico tono pesimista y, en especial, la brevedad de sus novelas, muy alejada de los extensos desarrollos narrativos característicos de este género literario.

## Títulos de la serie
1. El viaje de Hawkwood (1995)/Editorial Alamut (2010)ISBN 978-84-9889-041-9
2. Los reyes heréticos (1996)/Editorial Alamut (2010)  ISBN 978-84-9889-051-8
3. Las Guerras de Hierro (1999)/Editorial Alamut (2011)ISBN 978-84-9889-061-7
4. El Segundo Imperio (2000)/Editorial Alamut (2011)   ISBN 978-84-9889-066-2
5. Naves del Oeste  (2002)/Editorial Alamut (2011)     ISBN 978-84-9889-068-6

## Territorios y planteamiento
La serie se desarrolla en el continente de Normannia, transcripción libre del mapa europeo del periodo renacentista y sus conflictos bélicos y religiosos, especialmente las guerras de Flandes y contra el turco. Cinco son los reinos principales: Hebrion, Astarac, Perigraine, Almark y Torunna. Pequeños ducados y principados como Candelaria, Tulm y Finnmark luchan por su autonomía. La República de Fimbria (también conocida como el Electorado de Fimbria) es un poder territorial paralelo a los cinco reinos principales, claramente basado en el modelo del Sacro Imperio Romano Germánico. Fimbria gobernó todo el continente hasta que tras el declive de su imperio en una guerra civil provocada por las luchas religiosas unos cuatro siglos antes del inicio de la narración, se transforma en un estado aislacionista.
Sin embargo, a pesar de la pérdida del imperio y de la política aislacionista, Fimbria sigue siendo militarmente poderosa: sus ejércitos son considerados los más fuertes del continente e incluso los merduk (raza oriental/Imperio otomano) los temen. Los cinco Monarquías de Dios están unidas en su devoción a Dios y a su mensajero, el Santo Ramusio, que ascendió al cielo en carne mortal.  En sus postulados,  estructura y jerarquía la Iglesia  Ramusiana es semejante a la iglesia católica.
La iglesia ramusiana es también un estado teocrático y militar expansionista cuya capital administrativa es Charibon (Roma) y su ciudad santa Aekir (Jerusalén).  Los ramusianos mantienen un conflicto ambivalente con los territorios merduk,  el Sultanato de Ostrabar, que se extiende al este de Normannia. Los merduk siguen las enseñanzas del Profeta Ahrimuz y su religión y cultura son una reminiscencia del Islam, aunque menos radical. Los estados occidentales mantienen tanto un prolongado conflicto armado con los merduk como fructíferas relaciones comerciales.

## Sinopsis argumental
- El viaje de Hankwood[4]

La serie se inicia cuando los ejércitos merduk del Sultanato de Ostrabar capturan de la ciudad santa de Aekir después de un largo asedio. En él muere el legendario comandante toruniano John Mogen y las murallas de la ciudad y el ejército defensor son destruidos. Para cubrir la huida de más de 200.000 habitantes de la ciudad esta es arrasada por sus defensores. Los huidos y el resto de la guarnición llegan a la cercana fortaleza de Ormann Dyke, donde el general toruniano Marcellus se prepara para resistir otro asedio para evitar poner en jaque Torunn, la capital del rey Leofantir.
Esta parte de la historia sigue las peripecias del alférez de caballería toruniano, Corfe Cear-Inaf, cuya esposa Heria ha sido capturada por el sultán Aurungzeb, que la convierte en su concubina, que escapa tras la caída de la ciudad de Aekir y se convierte, tras varias vicisitudes, en defensor del bastión de Ormann Dyke. Su talento táctico, debido a su formación militar dentro del ejército toruniano del que es desertor, le permite tener éxito ante los ejércitos del sultán que se ven, forzados por la llegada del invierno, a acuartelarse. En su camino hacia Ormann Dyke, Corfe tropieza con un anciano cegado por los marduk que resulta ser el sumo pontífice ramusiano Macrobius, dado por muerto en Aekir. Ya en la capital Corfe no consigue el apoyo de los cortesanos y nobles que rodean al rey para enviar fuerzas que defiendan el paso de Ormann Dyke.
Mientras tanto en el reino de Hebrion en la lejana costa oeste del continente, el rey Abeleyn trata de detener las purgas y ejecuciones en la hoguera de todos los usuarios del dweomer o magia, organizadas por el Prelado Himerius. Miles de herejes son pasto del fuego purificador en los arrabales de la ciudad de Abrusio. En un empeño por salvar a algunos de los dweomer-folk o practicantes de la magia, Abeleyn y su mago-asesor, Golophin, logran embarcar subrepticiamente a unos doscientos de ellos en dos barcos que van a iniciar la travesía del Océano Occidental con confuso destino. El primo de Abeleyn,  Lord Murad, tiene datos sobre un continente desconocido situado al otro lado del mar y convence al rey para enviar una expedición y fundar una colonia allí (Descubrimiento de América, Colón, etc.). El capitán del barco será Richard Hawkwood, un veterano marino en lucha contra sus propios demonios.
- Los Reyes heréticos[5]

En Hebrion el rey Abeleyn y el prelado Himerius se enfrentan por el control del reino, una batalla de voluntades en la que Abeleyn parece ganar ventaja, cuando Himerius es llamado a Charibon para decidir la sucesión del desaparecido Macrobius, a quien se considera muerto. El mismo Abeleyn parte poco después para asistir al Cónclave de Reyes convocado en Vol Ephrir (capital de Perigraine) para discutir la respuesta de los Cinco Reinos a la amenaza merduk. Ambas reuniones terminan de maneras imprevistas: Himerius es elegido sumo pontífice mientras que la noticia de la supervivencia de Macrobius se hace pública en Vol Ephrir. Abeleyn y sus aliados, los reyes Mark de Astarac y Lofantyr de Torunna, declaran a Himerius usurpador, mientras que los reyes de Perigraine y Almark rechazan a Macrobius por impostor. Por tanto, en las Monarquías de Dios surge el cisma entre los seguidores de Himerius y de Macrobius. Sorprendentemente Fimbria, que opta por la neutralidad en el conflicto religioso,  ofrece un ejército para ayudar en la defensa del puesto fronterizo de Ormman Dike.
En Torunna un grupo de nobles sureños declara al rey Lofantyr hereje y mientras éste vuelve del cónclave, se alzan en rebelión. A Corfe se le da el mando de los esclavos de las galeras y los condenados a prisión, a los que se unen miembros de las tribus, para que forme su propia división de soldados, los Catedralistas, que sorprendentemente logra sofocar a los nobles insumisos del Sur. Corfe encuentra en la madre de Lofantyr, la reina viuda Odellia (también una notable hechicera) un sólido apoyo político, además de una amante. Odellia logra que Corfe y sus Catedralistas sean enviados al norte para reforzar la guarnición de Ormann Dyke. Pero el Sultán de Ostrabar ha consolidado una alianza con los califatos independientes de los Merduk del Mar que le permite situar un ejército al sur de Ormann Dike...
Mientras tanto en Charibon dos monjes, Albrec y Ávila, descubren una biblioteca oculta en los subterráneos de su monasterio y, allí, entre otros libros prohibidos y heterodoxos, encuentran la evidencia de que el profeta Ahrimuz y el santo Ramusio fueron la misma persona. Mientras se encuentran en los subterráneos son atacados por el bibliotecaraio jefe que se transforma en hombre lobo y los ataca. Logran eliminarlo pero tienen que escapar. En su huida casi mueren por congelación y son rescatados por el contingente fimbrio de Barbius, en camino a Ormann Dike.
Los torunianos abandonan Ormann Dyke y se retiran hacia la capital,  acorralados por los dos ejércitos merduk. La llegada de los fimbrios ayuda a frenar al enemigo pero son los Catedralistas de Corfe los que logran la victoria en la Batalla de Norte. Los restos del ejército toruniano logran llegar a la capital. Allí el pontífice Macrobius examina y da por verdaderos los documentos de Avila y Albrec, quien es nombrado obispo. Por voluntad propia Albrec decide escapar de Torunna y se autoencomienda transmitir al sultán merduk la noticia. Este la acoge con humor, pero, consultados sus mulás a quienes los libros encontrados en Aekir les habían hecho plantearse esa posibilidad,  acepta la identidad de ambas religiones y de su fundador. Heria, la mujer de Corfe que él cree muerta, sigue siendo la concubina del sultán, descubre que está embarazada.
- Las Guerras del Hierro[6]

Mientras tanto los reyes Abeleyn y Mark se ven forzados a recuperar sus propias capitales que has sido tomadas por los Caballeros Militantes, una de las órdenes militares ramusianas, en su ausencia. Mark logra imponerse con cierta facilidad pero Abeleyn es herido muy gravemente, casi dado por muerto en el masivo ataque combinado por tierra y mar que le da una costosa victoria. La bella Jemilla,  intrigante dama de la nobleza y examante del rey intenta hacerse con la regencia revelándose como supuesta madre del único, aunque ilegítimo,  hijo varón del rey. Golophin interfiere en sus planes devolviendo la salud, mediante su poderosa magia, al malherido rey.
En la costa del confirmado continente del oeste,  la expedición de Hawkwood y Murad es un éxito a pesar del descubrimiento de un [Licantropía|hombre-lobo]] a bordo de la nave, en su vertiente humana agente  de algún poder del Viejo Continente. Bardolin, mago discípulo de Golophin, le da muerte,  tiene premoniciones de que poderosas fuerzas les esperan en el oeste. Ya en la costa del continente se enteran de que un poderoso mago llamado Aruan controla el territorio gracias a la increíblemente poderos magia que emana de esta nueva tierra...  él y muchos de sus seguidores son hombres lobo, cambiaformas y criaturas similares: la expedición es prácticamente eliminada, sólo diecisiete sobrevivientes logran regresar a Abrusio, entre los cuales se encuentra un casi agonizante Hawkwood. Bardolin se transforma en un hombre lobo y adepto y jerarca de la magocracia de Aruan.
- El Segundo Imperio[7]

La guerra en el este llega a su fin. Lofantyr es asesinado en la Batalla del Rey, cuando los torunianos asaltan el campamento merduk. A pesar de la victoria, el ejército toruniano sufre pérdidas catastróficas y la única persona que se interpone entre los merduk y la capital es Corfe, ascendido a general de los ejércitos por orden de la reina Odelia tras un intento fallido de golpe de los nobles toruniano. Corfe planea un ataque final contra los merduk en Armagedir. Los torunianos vencen, pero solo el sacrificio de los Catedralistas derrota finalmente al sultán que se inclina ante presión de sus mulás y accede a un tratado de paz basada en el reconocimiento de una herencia religiosa común entre ramusiana y merduk. Corfe se casa Odelia y se convierte en rey.
Mientras tanto, la Iglesia Himeriana se establece como un nuevo imperio, al sumar a sus dominios el control directo de Almark después que el rey deje en herencia el reino a la iglesia en su testamento. Perigraine y los principados más pequeños también juran lealtad a Himerius. Sin embargo, Himerius está sometido a Aruan, que lo convierte en otro hombre lobo. El vicario general de la orden de los Caballeros Militantes se da cuenta de que la iglesia se ha convertido en el Segundo Imperio, que según lo profetizado traerá la Edad del Lobo y la caída de la humanidad, pero es asesinado por Aruan antes de que pueda alertar al resto de las órdenes.
- Naves del Oeste[8]

Se retoma el hilo de la historia diecisiete años después de los acontecimientos narrados en los cuatro volúmenes anteriores de la serie. En este tiempo una Gran Alianza se ha forjado entre Astarac, Hebrion, Torunna y los merduk; mientras que el Segundo Imperio se ha convertido en una seria amenaza y una potencia continental. Aruan es ahora abiertamente el líder de la iglesia e Himerius solo una figura decorativa;  un corrompido Bardolin y gran número de los practicantes del dweomer están a su servicio. La Alianza ha construido una enorme flota para enfrentarse a la esperada invasión de los ejércitos de Aruan, pero esta flota será diezmada en una sola batalla por fuerzas mágicas y seres sobrenaturales, incluyendo criaturas voladoras que surgen de brumas de hechicería.  Abeleyn y Mark y gran parte de la nobleza mueren en la batalla y Hebrion se rinde a los invasores. Mientras tanto, Astarac también es atacada y destruida por los ejércitos Himerianos...

## Particularidades y puntos de interés de la serie
Las Monarquías de Dios es notable por cubrir un gran número de acontecimientos (como la sinopsis anterior revela) en un corto espacio de tiempo y de texto. La brevedad de las novelas que integran la serie ha sido, simultáneamente, aplaudida y criticada; al igual que la presencia de personajes, tanto principales como secundarios poco definidos o descritos aunque dotados de fuerza y personalidad y que desaparecen en el transcurso de la trama, frecuentemente de modos épicos o notorios: muertes en batalla, inmolaciones, envenenamientos, combates singulares......muchos personajes menores o secundarios tienen muertes heroicas o notables. En la precariedad de los personajes y sus muertes violentas se ha señalado su principal paralelismo con Juego de Tronos.
Se ha señalado también el verismo descriptivo de batallas tanto terrestres como navales sin eludir la expresión de una violencia cruda en enfrentamientos o situaciones grupales o particulares: violaciones, sitios, huidas, saqueos......el libro tiene un enfoque escerptico o decreido sobre la religión. Curiosamente, los personajes menos devotos o píos parecen ser los jerarcas de la misma Iglesia Ramusiana. La fe contra la ciencia y, más tarde, la magia frente a temas científicos son otros de los temas que se platean.
El volumen final de la serie ha recibido una gran cantidad de críticas; inusualmente, algunas de ellas del propio autor. La batalla final por Charibon es el último capítulo del libro. No llegamos a conocer sus consecuencias. Paul Kearney admite en un foro de Malazanempire en el verano de 2005, que se precipitó al final del libro y espera un día dar a imprenta un apéndice o conclusión de unas 100 páginas donde ataría los cabos sueltos: los fimbrios resurgen como la fuerza dominante en el continente después de la caída del Segundo Imperio; Torunna conserva su independencia y Hebrion mantiene su independencia.
Inicialmente la serie iba a estar constituida por novelas independientes sobre los viajes de Hawkwood, propósito alterado después por los editores de Kearney que le sugirieron intentar algo más parecido a la fantasía épica "estándar". Tras el éxito de la serie, Kearney pudo de volver a su plan original con la serie, no traducida, "Los mendigos del mar", que se inicia con La Marca de Ran (2004)  y cuenta la historia de Rol Cortishane. Un segundo volumen, La Tierra de los Renegados fue publicado en julio de 2006.